# Starlux Airlines
STARLUX Airlines (tiếng Trung: 星宇航空; bính âm: Xīngyǔ Hángkōng; Wade–Giles: Hsingyu Hangk'ong) là một hãng hàng không quốc tế của Đài Loan có trụ sở tại Đài Bắc, Đài Loan và khai thác chuyến bay đầu tiên từ Đài Bắc đến Ma Cao vào ngày 23 tháng 1 năm 2020.

## Lịch sử hoạt động
Hãng được đăng ký vào năm 2016 với Bộ Kinh tế Đài Loan. Điều này đã được xác nhận bởi Chang Kuo-wei vào ngày 30 tháng 11 năm 2016, người trước đây là chủ tịch của hãng hàng không Đài Loan EVA Air. Hãng đã đăng ký với Cục Hàng không Dân dụng Đài Loan vào nửa đầu năm 2017 và theo kế hoạch vào cuối năm 2016, hãng sẽ bắt đầu hoạt động vào năm 2018. Bộ Kinh tế Đài Loan đã nhận được đơn xin thành lập hãng chính thức theo giấy phép đặt tên Starlux Airlines vào ngày 22 tháng 5 năm 2017. Trong một cuộc phỏng vấn vào năm 2017, hãng dự kiến sẽ bắt đầu hoạt động vào cuối năm 2019, mặc dù vào tháng 1 năm 2019, Chang đã tuyên bố rằng Starlux Airlines sẽ ra mắt vào tháng 1 năm 2020.
Tháng 3 năm 2019, chủ tịch Chang Kuo-wei của hãng đã ký đơn đặt hàng 17 máy bay Airbus A350, đây cũng là thỏa thuận mua máy bay Airbus đơn lẻ lớn nhất của quốc gia. Vào tháng 9 năm 2019, hãng đã công bố các điểm đến đầu tiên sẽ được khai trương, bao gồm Đà Nẵng, Ma Cao và Penang, bắt đầu vào ngày 23 tháng 1 năm 2020. Ngày 25 tháng 10 năm 2019, chiếc máy bay đầu tiên của hãng, một chiếc Airbus A321neo ACF, đã được chuyển giao từ Hamburg, Đức , trước khi máy bay đến Sân bay Quốc tế Đào Viên vào ngày 29 tháng 10 sau khi dừng tiếp nhiên liệu ở Dubai và Bangkok. Ngày 10 tháng 12 năm 2019, Starlux đã nhận được giấy chứng nhận nhà khai thác hàng không (AOC) từ Cục Hàng không Dân dụng Đài Loan, sau đó là việc chính thức mở bán vé từ ngày 16 tháng 12 năm 2019 để bắt đầu các chuyến bay vào tháng sau.
Do đại dịch COVID-19 và những tác động của nó đối với ngành hàng không, bắt đầu xảy ra trong vòng vài tháng kể từ khi hãng bắt đầu hoạt động, Starlux đã thông báo tạm dừng hầu hết các chuyến bay của mình ngoại trừ Đà Nẵng. Sau đó, vào tháng 3 năm 2020, hãng đã đình chỉ tất cả các hoạt động khai thác cho đến ngày 2 tháng 6 năm 2020, sau đó hãng đã nối lại các chuyến bay một tuần ba lần đến Ma Cao. Trước khi hãng nối lại dịch vụ, hãng đã nhận được giấy phép vào tháng 5 năm 2020 để bắt đầu các chuyến bay đến Naha là điểm đến đầu tiên của hãng tại Nhật Bản, với ngày khai thác không sớm hơn ngày 1 tháng 7, tuy nhiên hãng cho biết rằng thời gian khai trương chuyến bay đến Naha phụ thuộc vào diễn biến của đại dịch. Sau đó, do đại dịch, hãng hàng không đã hai lần trì hoãn việc khai trương chuyến bay đến Cebu và hoãn vô thời hạn việc khai trương chuyến bay đến Naha.
Kể từ khi thành lập vào tháng 5 năm 2018 cho đến tháng 11 năm 2022, hãng đã có khoản lỗ hoạt động lũy kế đáng kinh ngạc là 11,16 tỷ Đài tệ, với 3,91 tỷ Đài tệ trong năm tài chính 2020 và 4,04 tỷ Đài tệ trong năm tài chính 2021.
Tháng 8 năm 2022, Starlux công bố kế hoạch mở rộng mạng bay sang Bắc Mỹ vào tháng 4 năm 2023 khi ngành du lịch bắt đầu phục hồi sau tác động của đại dịch COVID-19.
Tháng 2 năm 2023, hãng xác nhận kế hoạch mở đường bay đến Bắc Mỹ, với các chuyến bay thường lệ đến Los Angeles vào ngày 26 tháng 4 năm 2023, sau khi nhận hai chiếc Airbus A350 đầu tiên vào tháng 10 năm 2022.
Tháng 3 năm 2023, Starlux công bố tài trợ với đội bóng rổ Los Angeles Clippers của NBA. Bắt đầu từ tháng 6 năm 2023, các dịch vụ trên chuyến bay mang thương hiệu Clipper sẽ có trên chặng bay LAX - TPE.
Tháng 4 năm 2023, STARLUX đã công bố quan hệ đối tác chiến lược với Alaska Airlines, cho phép du khách kiếm được phần thưởng thông qua chương trình khách hàng thân thiết của hãng hàng không và đặt các chuyến bay nối chuyến trên một vé duy nhất.
Tháng 12 năm 2023, STARLUX đã tổ chức lễ khai trương văn phòng mới tại Đài Trung, với kế hoạch trong tương lai là hoạt động tại Sân bay Đài Trung vào quý 2 năm 2024.
Ngày 14 tháng 6 năm 2024, người sáng lập và chủ tịch của Starlux Airlines, Chang Kuo-wei, đã xác nhận rằng hãng đã theo đuổi tư cách thành viên Oneworld. Hãng hàng không này đã là đối tác liên danh với Alaska Airlines, thành viên Oneworld kể từ tháng 3 năm 2023. Tổng giám đốc điều hành của Oneworld, Nat Pieper, đã hạ thấp khả năng Starlux trở thành thành viên. Business Weekly, một tạp chí kinh doanh địa phương của Đài Loan, chỉ ra rằng Cathay Pacific, một trong những thành viên sáng lập của Oneworld có điểm đến trùng với Starlux Airlines, là trở ngại chính có thể xảy ra đối với đơn xin gia nhập của hãng.
Ngày 16 tháng 9 năm 2024, Starlux thông báo rằng hãng có kế hoạch nộp đơn xin gia nhập liên minh Oneworld vào cuối năm 2025.

## Điểm đến
Tính đến tháng 8 năm 2025:
| Quốc gia/Khu vực | Thành phố             | Sân bay                            | Ghi chú              |
| ---------------- | --------------------- | ---------------------------------- | -------------------- |
| Đài Loan         | Đài Bắc               | Sân bay quốc tế Đào Viên Đài Loan  | Sân bay căn cứ (hub) |
| Đài Loan         | Đài Trung             | Sân bay Đài Trung                  |                      |
| Guam             | Hagåtña               | Sân bay quốc tế Antonio B. Won Pat | Thuê chuyến          |
| Hoa Kỳ           | Los Angeles           | Sân bay quốc tế Los Angeles        |                      |
| Hoa Kỳ           | Ontario               | Sân bay quốc tế Ontario            |                      |
| Hoa Kỳ           | Phoenix               | Sân bay quốc tế Phoenix Sky Harbor | Bắt đầu từ 15/1/2026 |
| Hoa Kỳ           | San Francisco         | Sân bay quốc tế San Francisco      |                      |
| Hoa Kỳ           | Seattle               | Sân bay quốc tế Seattle-Tacoma     |                      |
| Hồng Kông        | Hồng Kông             | Sân bay quốc tế Hồng Kông          |                      |
| Indonesia        | Jakarta               | Sân bay quốc tế Soekarno-Hatta     |                      |
| Ma Cao           | Ma Cao                | Sân bay quốc tế Ma Cao             |                      |
| Malaysia         | Kuala Lumpur          | Sân bay quốc tế Kuala Lumpur       |                      |
| Malaysia         | Penang                | Sân bay quốc tế Penang             |                      |
| Nhật Bản         | Fukuoka               | Sân bay Fukuoka                    |                      |
| Nhật Bản         | Hakodate              | Sân bay Hakodate                   |                      |
| Nhật Bản         | Kobe                  | Sân bay Kobe                       |                      |
| Nhật Bản         | Kumamoto              | Sân bay Kumamoto                   |                      |
| Nhật Bản         | Nagoya                | Sân bay quốc tế Chubu              |                      |
| Nhật Bản         | Naha                  | Sân bay Naha                       |                      |
| Nhật Bản         | Osaka                 | Sân bay quốc tế Kansai             |                      |
| Nhật Bản         | Sapporo               | Sân bay Chitose mới                |                      |
| Nhật Bản         | Sendai                | Sân bay Sendai                     |                      |
| Nhật Bản         | Shimojishima          | Sân bay Shimojishima               |                      |
| Nhật Bản         | Takamatsu             | Sân bay Takamatsu                  |                      |
| Nhật Bản         | Tokushima             | Sân bay Tokushima                  | Thuê chuyến          |
| Nhật Bản         | Tokyo                 | Sân bay quốc tế Narita             |                      |
| Philippines      | Cebu                  | Sân bay quốc tế Mactan-Cebu        |                      |
| Philippines      | Clark                 | Sân bay quốc tế Clark              |                      |
| Philippines      | Manila                | Sân bay quốc tế Ninoy Aquino       |                      |
| Singapore        | Singapore             | Sân bay Changi                     |                      |
| Thái Lan         | Bangkok               | Sân bay quốc tế Suvarnabhumi       |                      |
| Thái Lan         | Chiang Mai            | Sân bay quốc tế Chiang Mai         |                      |
| Việt Nam         | Đà Nẵng               | Sân bay quốc tế Đà Nẵng            |                      |
| Việt Nam         | Hà Nội                | Sân bay quốc tế Nội Bài            |                      |
| Việt Nam         | Thành phố Hồ Chí Minh | Sân bay quốc tế Tân Sơn Nhất       |                      |
| Việt Nam         | Phú Quốc              | Sân bay quốc tế Phú Quốc           |                      |

## Đội bay

### Hiện tại
Độ tuổi trung bình đội bay tính đến tháng 8 năm 2025 là 2.9 năm.
Tính đến tháng 8 năm 2025:
| Máy bay            | Đang hoạt động | Đặt hàng | Hành khách | Hành khách | Hành khách | Hành khách | Hành khách | Ghi chú               |
| Máy bay            | Đang hoạt động | Đặt hàng | F          | B          | E+         | E          | Tổng       | Ghi chú               |
| ------------------ | -------------- | -------- | ---------- | ---------- | ---------- | ---------- | ---------- | --------------------- |
| Airbus A321neo ACF | 13             | 6        | —          | 8          | —          | 180        | 188        |                       |
| Airbus A330-900    | 5              | 6        | —          | 28         | —          | 269        | 297        |                       |
| Airbus A350-900    | 10             | —        | 4          | 26         | 36         | 240        | 306        |                       |
| Airbus A350-1000   | —              | 8        | 4          | 40         | 36         | 270        | 350        | Giao hàng từ năm 2025 |
| Airbus A350F       | —              | 5        | Chở hàng   | Chở hàng   | Chở hàng   | Chở hàng   | Chở hàng   | Giao hàng từ năm 2027 |
| Tổng cộng          | 28             | 22       |            |            |            |            |            |                       |

### Hình ảnh đội bay

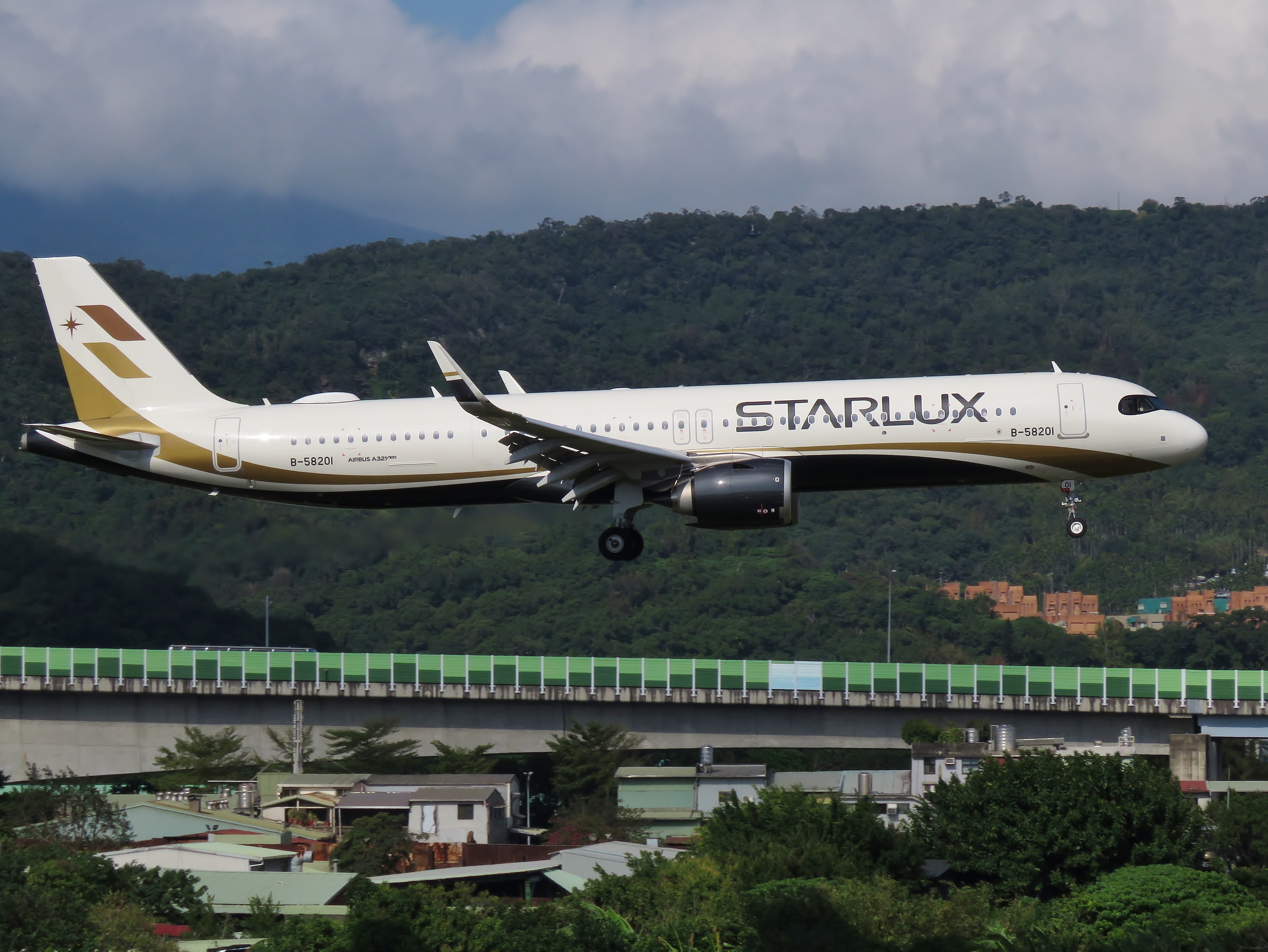
Airbus A321neo ACF
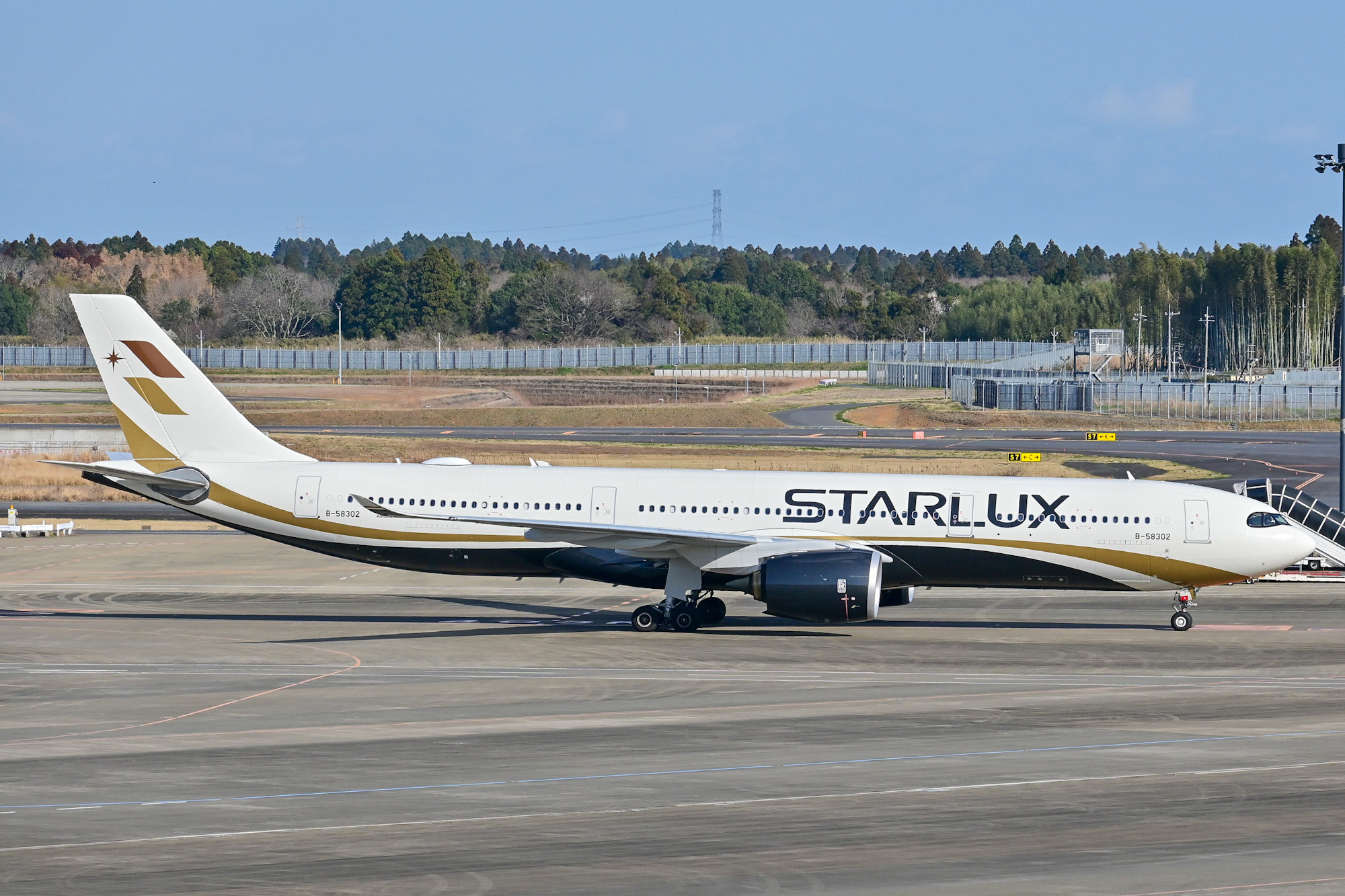
Airbus A330-900
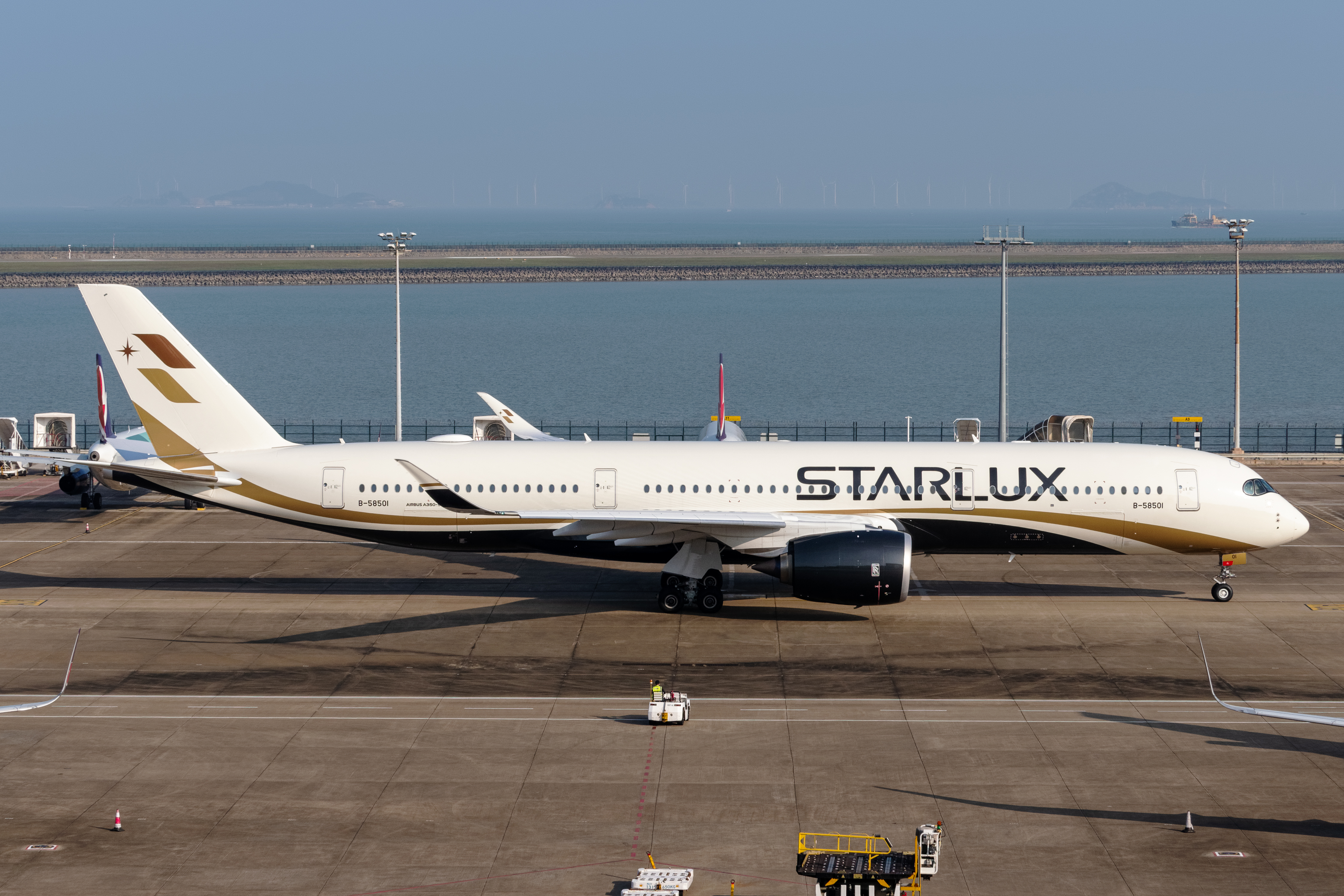
Airbus A350-900

## Khoang hành khách và dịch vụ

### Hệ thống giải trí
Hệ thống giải trí trên máy bay (IFE) được cung cấp thông qua hệ thống màn hình cảm ứng ở phía trước ghế, được trang bị cổng nguồn USB và chứa tuyển chọn âm thanh và video theo yêu cầu (AVOD), cũng như hệ thống bản đồ vị trí trực tiếp. Starlux đã ủy quyền cho nghệ sĩ guitar smooth jazz Peter White cung cấp nhạc nền cho hệ thống giải trí, được phát hành thương mại vào ngày 29 tháng 11 năm 2019 dưới dạng nhạc cho STARLUX Airlines. Hãng cũng cung cấp dịch vụ truy cập Internet trên máy bay thông qua Wi-Fi vệ tinh.

### Hạng Thương Gia

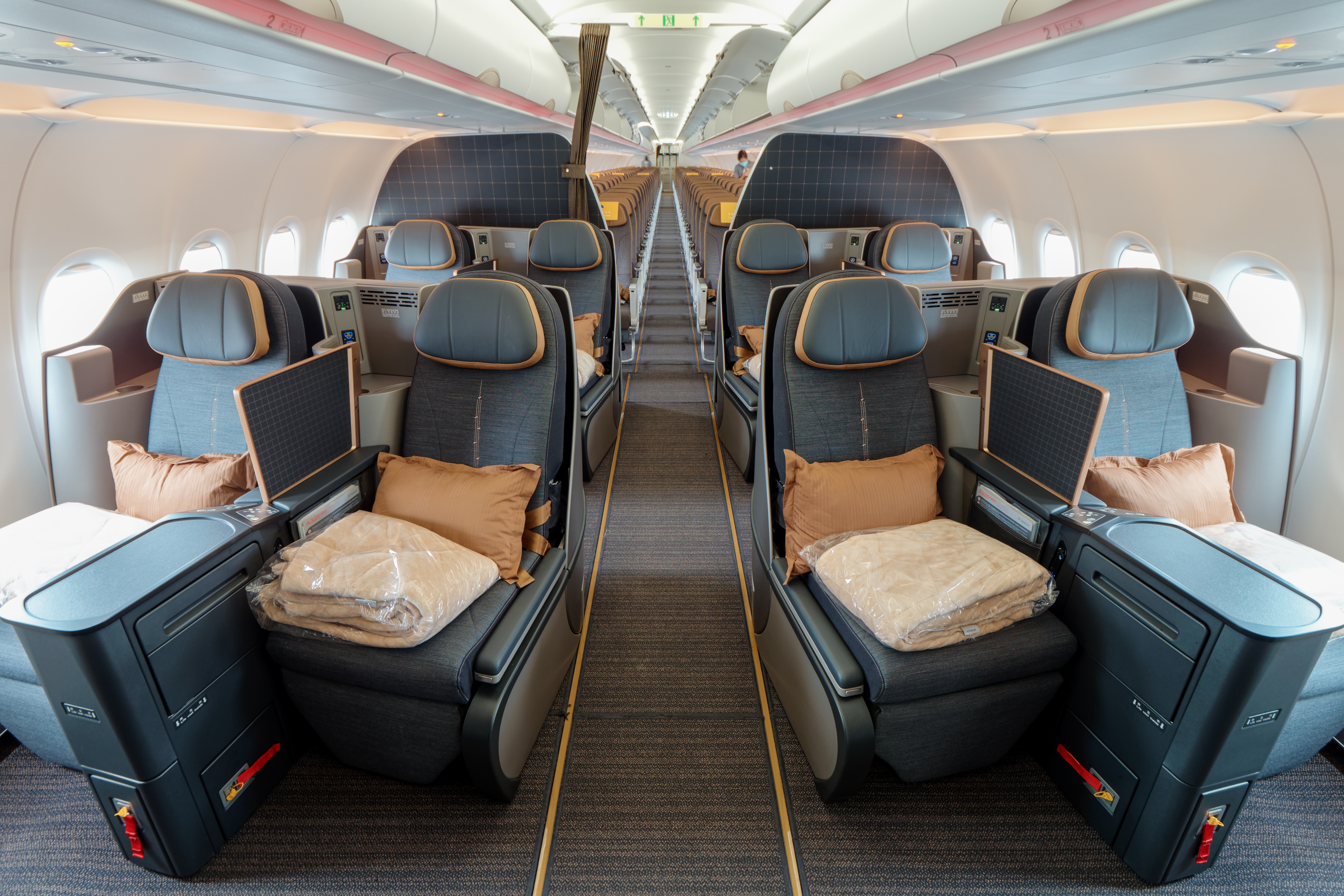
Khoang Hạng Thương Gia trên Airbus A321neo ACF.

Khoang hạng thương gia của Airbus A350-900 có 26 ghế Collins Aerospace Elements được bố trí theo sơ đồ 1-2-1, có thể chuyển đổi thành giường nằm phẳng hoàn toàn. Mỗi ghế có cửa và vách ngăn rộng 48,5 inch (123,2 cm), được trang bị màn hình video 24 inch (61 cm) riêng biệt.
Đối với khoang hạng thương gia trên Airbus A330-900, các ghế ngồi được bố trí theo sơ đồ 1-2-1, được trang bị màn hình cảm ứng 4K IFE 17,3 inch (44 cm). Ghế ngồi có thể chuyển đổi thành giường phẳng hoàn toàn và mỗi ghế đều được trang bị màn hình cảm ứng IFE 4K 17,3 inch (44 cm).
Khoang hạng thương gia của Airbus A321neo ACF có 8 ghế Collins Diamond được bố trí theo sơ đồ 2-2. Mỗi ghế rộng 20,19 inch (51,3 cm) và có thể được chuyển đổi thành giường phẳng hoàn toàn 82 inch (210 cm), với màn hình cảm ứng IFE 15,6 inch (40 cm).
Tất cả hành khách hạng thương gia đều được cung cấp miễn phí truy cập internet Wi-Fi, bữa ăn, đồ uống giải khát và các tiện nghi bao gồm tai nghe chống ồn và chăn.

### Hạng Phổ Thông

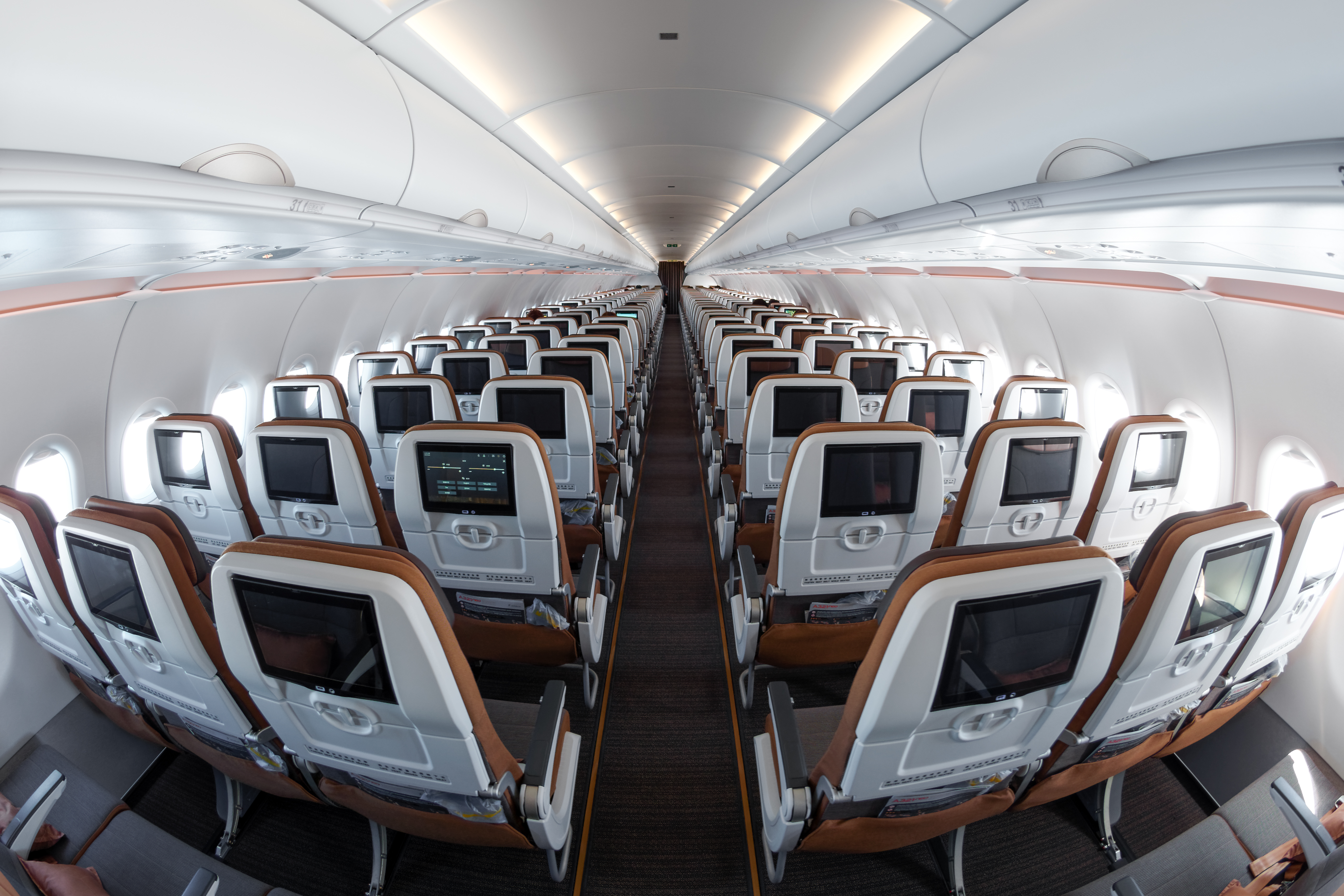
Khoang Hạng Phổ Thông trên Airbus A321neo ACF.

Khoang hạng phổ thông có 180 ghế xếp theo cấu hình 3-3 trên Airbus A321neo ACF. Các ghế rộng 18,36 inch (46,6 cm), mỗi ghế đều có màn hình cảm ứng IFE 10,1 inch (26 cm) và được trang bị gối tựa đầu bằng da. Bữa ăn và một số tiện nghi như gối và tai nghe được cung cấp miễn phí, trong khi truy cập Internet Wi-Fi chỉ đủ mạnh để nhắn tin trên chuyến bay được cung cấp miễn phí cho tất cả hành khách hạng phổ thông, với băng thông tăng lên và tốc độ kết nối nhanh hơn được cung cấp khi hành khách thanh toán phí bổ sung.